# Феликс из Брешии
Феликс (VII век) — двадцатый епископ Брешии. День памяти — 23 февраля.

## Биография
Святой Феликс был епископом в Брешии (Ломбардия) в непростые времена. Оставаясь на кафедре около сорока лет, он успешно противостоял арианскому епископу, которого назначил на кафедру король лангобардов Ротари, и оказывал энергичное сопротивление распространению этой ереси. Ревностный пастырь, святой Феликс воздвиг и оснастил несколько храмов. Мнения о дате его кончины разнятся.